# Olvido Gara Jova
Olvido Gara Jova   (Ciutat de Mèxic, 13 de juny de 1963), més coneguda com a Alaska, és una artista, cantant, compositora, presentadora de televisió i ràdio, actriu, empresària i discjòquei hispanomexicana, ha estat una de les figures representatives de la movida madrileña. Defensora del moviment LGTB i dels drets dels animals, tal com va demostrar en una campanya realitzada per a AnimaNaturalis, on va ser imatge d'una protesta contra la tauromàquia.
Inicia la seva carrera artística als 14 anys l'any 1977, i és una de les artistes espanyoles més reconegudes, transgressores, polifacètiques i que ha aconseguit més vendes. És una de les icones pop del segle XXI. Es va decidir a obtenir la nacionalitat espanyola abans de casar-se a Madrid amb la seva parella Mario Vaquerizo, l'any 2011, i així legalitzar la boda que es va celebrar el 1999 a Las Vegas.
El 2022, va presentar el Benidorm Fest juntament amb Màxim Huerta.

## Biografia
María Olvido Gara Jova va néixer el 13 de juny a la Ciutat de Mèxic, filla de Manuel Gara i López, exiliat asturià i America Jova i Godoy, creixent en un entorn familiar segur i sense mancances afectives o econòmiques. Sempre va tenir una bona relació amb el seu pare malgrat que aquest tenia un caràcter més sever que el de la seva mare, i amb la mare i l'àvia va crear un fort vincle afectiu. L'Olvido considera que quan l'any 1973 va arribar a Madrid amb la seva família als 10 anys ja era una adolescent i la seva infància es va quedar a Mèxic.
El trasllat va provocar Olvido haver de madurar per adaptar-se a una Espanya en plena transició política; Durant la seva escolarització a una escola mexicana laica podia triar com anar vestida, en canvi a l'escola madrilenya malgrat ser laica, havia de dur uniforme i una estètica determinada. Ser l'única alumna que no havia fet la comunió i d'una família amb mare separada eren situacions que provocaven rebombori en la comunitat educativa. Aquestes diferències van suposar-li un xoc cultural. Durant aquesta època a través de còmics revistes va endinsar-se en el món de la lectura i la música. El llibre Gay Rock d'Eduardo Haro Ibars va suposar que l'artista prengués consciència dels que serien els seus ídols i fonts d'inspiració David Bowie i Lou Reed.
De jove va voler canviar-se repetides vegades el seu nom, ja que no li agradava, i per aquest motiu es dona a conèixer com a Alaska en honor de la cançó de Lou Reed "Caroline says". Olvido i America realitzen un curs d'estètica, influenciades pel glam, que determina l'evolució de l'estètica de l'artista. Als 13 anys Olvido comença a freqüentar el Rastro amb el seu amic El Zurdo.

### Alaska i la movida
La movida fou un fenomen social, cultural i lúdic desenvolupat a Madrid entre 1977 a 1984, amb el seu punt àlgid entre 1981 i 1982, en què un grup d'artistes liberals i excèntrics amb ganes de canviar tot el panorama artístic que fins llavors hi havia hagut a Espanya creen un moviment que destacava per ser un moviment divertit i frívol, que pretenia trencar amb l'anterior època franquista i la censura.
Els estàndards del moviment van ser: La edad de oro, el programa televisiu de Televisión Española realitzat per Paloma Chamorro, La Luna, la publicació dirigida per Borja Casani que va ser el portaveu periodístic de la Movida. En el cine Pedro Almodóvar amb Pepi, Luci, Bom y otras chicas del montón, on Alaska interpretava a “Bom”, el dibuixant Ceesepe, el fotògraf Pérez-Minguez i el compositor Carlos Berlanga juntament amb Nacho Canut per la creació dels diferents temes del grup punk Alaska y los pegamoides i per acabar, la parella de pintors Costus.
Alaska, musa de la movida, va importar de Londres l'estètica punk, i Pedro Almodóvar es va fixar en ella per protagonitzar la seva primera pel·lícula Pepi, Luci, Bom y otras chicas del montón.

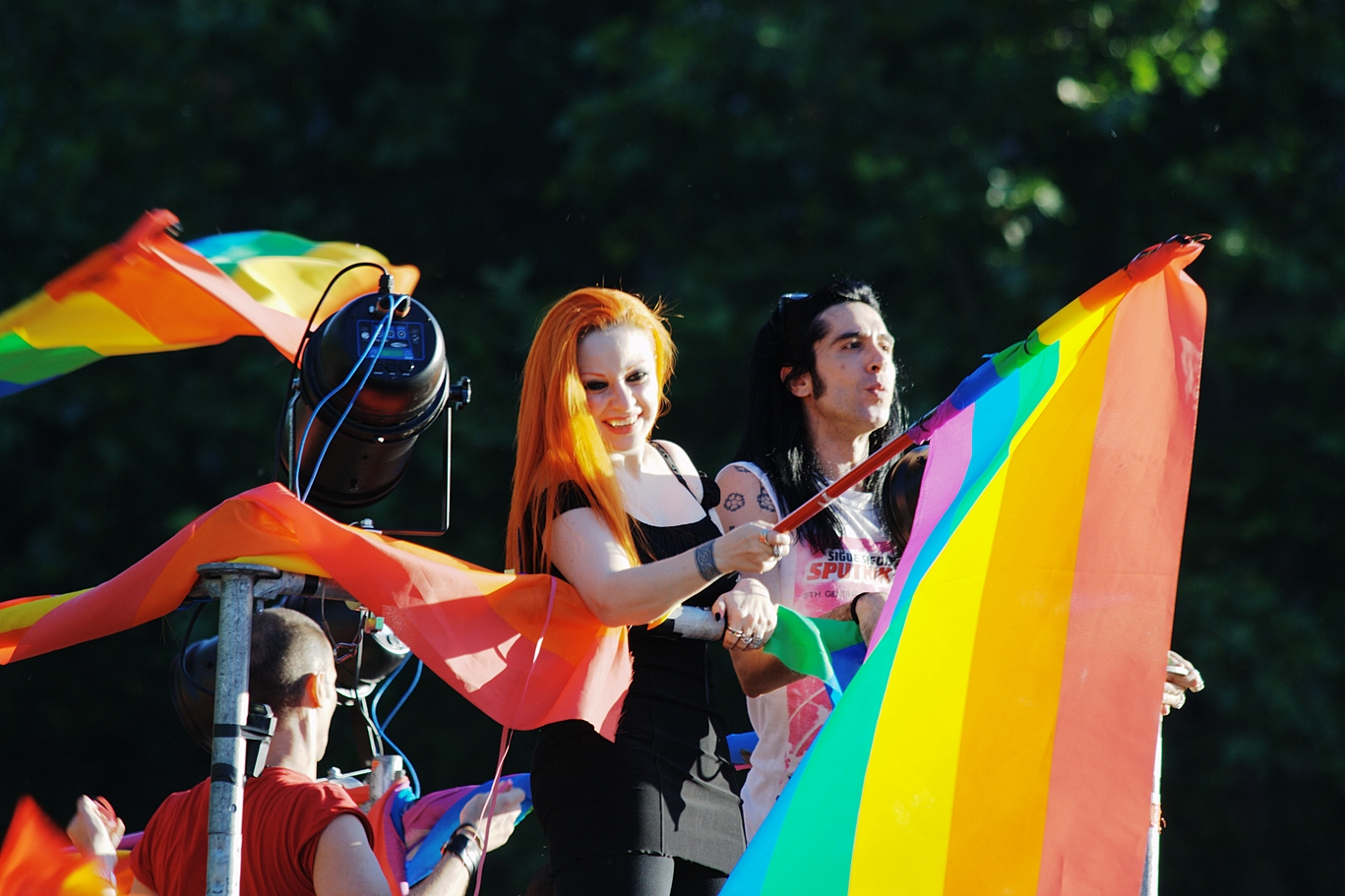
Desfilada LGBT-2008-Madrid-Alaska i Mario

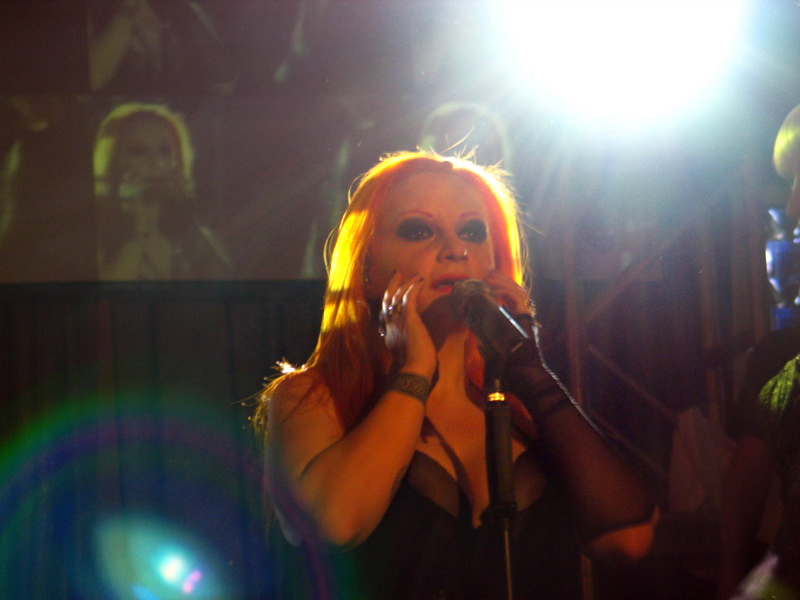
Olvido

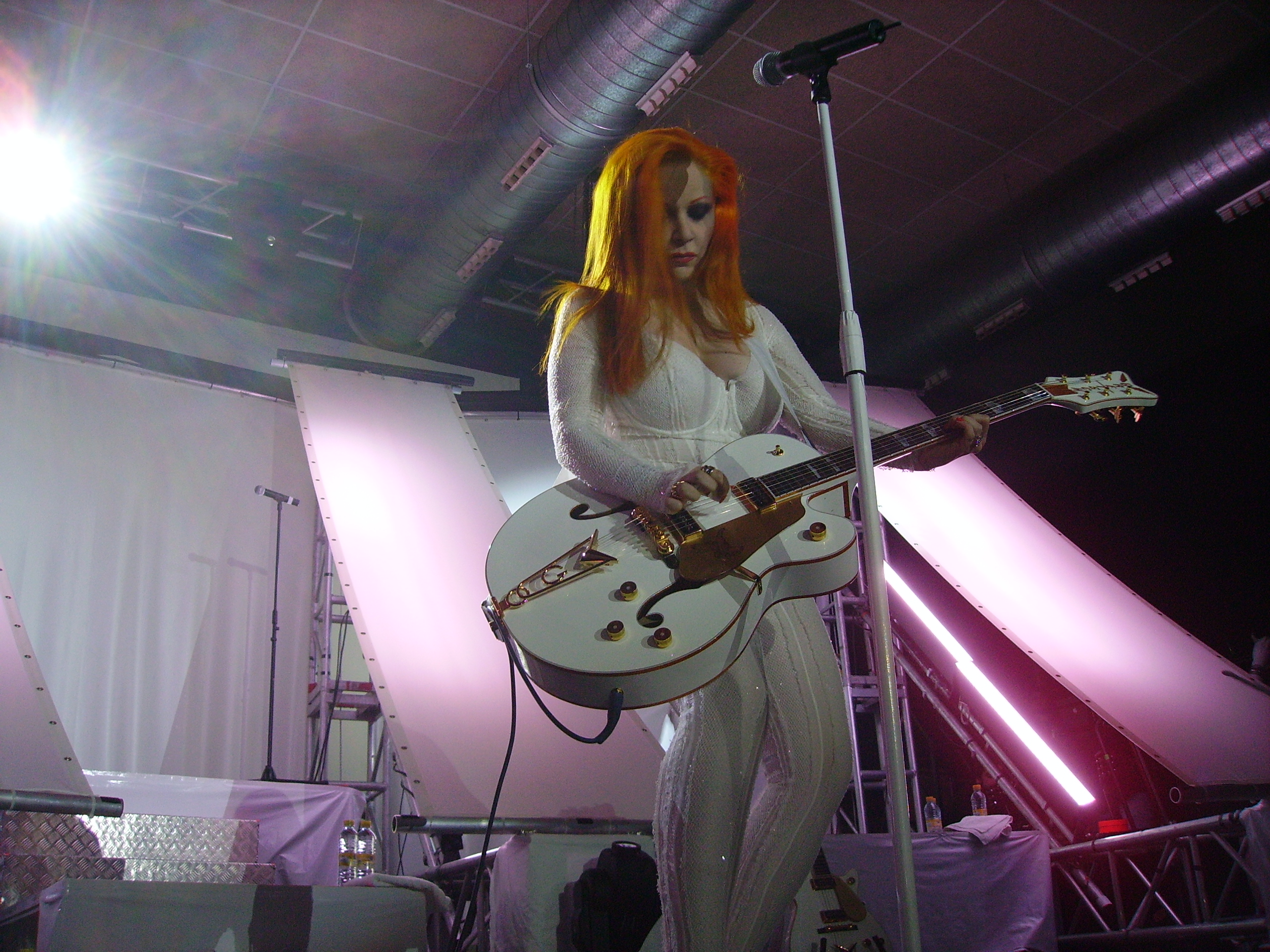
Fangoria-2006

## Carrera musical

### Kaka de Luxe
L'efervescent contracultura del Rastro, la premsa marginal de LaCoChu (Laboratorios Colectivos Chueca) i les noves tendències londinenques, fan que Alaska i “El Zurdo” es posin en contacte amb Enrique Sierra a través de “La Livianad del Imperdible", fanzine de caràcter futurista i intel·lectual que va acabar amb la creació d'un grup, i l'any 1977 Alaska, Nacho Canut, Carlos Berlanga, El Zurdo, Manolo Campoamor, Enrique Sierra i Pablo Martínez van formar Kaka de Luxe, un efímer grup punk va marcar una etapa en la història del pop espanyol. El 1978 Enrique i Nacho han d'anar a fer el servei militar i amb l'aparició de diferents punts de vista ideològics i musicals el grup es dissol el 1978.
Després de la seva separació, els membres del grup es van dispersar formant grups nous com: Radio Futura, Paraíso, La Mode i Alaska y los Pegamoides. Aquest últim va estar format per l'Alaska, Carlos Berlanga i Nacho Canut. El 17 de maig de 1983 a causa de l'estrena del programa de “La Edad de Oro de Paloma Chamorro” de [TVE], es tornen a reunir, malgrat que les diferències entre els membres del grup són molt patents. El seu retorn coincideix amb la recent mort d'Eduardo Benavente, component d'Alaska y los Pegamoides

### Paraíso
En el grup “Paraíso”, anterior a Alaska y los Pegamoides, Alaska realitzava els acompanyaments vocals.

### Pepi, Luci, Bom y otras chicas del montón
Pedro Almodóvar, prepara el seu primer llargmetratge i va decidir que era la persona idònia per representar la cultura punk de l'època, donant-li el paper d'una de les protagonistes, “Bom” una noia punk. És així com va néixer Pepi, Luci, Bom y otras chicas del montón. Durant la gravació del film Alaska encara era menor. En la pel·lícula també apareix Carlos Berlanga.

### Alaska y los Pegamoides
L'any 1980, Alaska, Carlos Berlanga, Nacho Canut, Ana Curra i Eduardo Benavente creen Alaska y los Pegamoides. Carlos Berlanga canvia radicalment les seves composicions, els dona un aire pop més sintètic i artificial, i Alaska decideix canviar a cantant solista. La imatge del grup canvia cap a un estil més punk i draw wave, a causa d'un viatge que l'Alaska fa amb l'Ana i l'Eduardo a Londres. El grup treu el segon EP: “Otra dimensión”, amb “Bote de Colón” i "Quiero salir". Els primers senzills es publiquen el 1980 “Horror en el hipermercado”, "El Hospital" i "Odio" amb producció de Julián Ruiz, que es van convertir en un èxit.
A principis de 1981 Hispavox decideix renovar el contracte únicament a l'Alaska, l'Ana i al Carlos, deixant al Nacho i a l'Eduardo com a músics de sessió, apareixent els problemes entre els membres grup perjudicant la promoció. Olvido i Ana intenten calmar la situació assumint el rol de manager i promotor. D'aquesta relació d'amistat entre les dues components neixen temes com “Estrategia militar”, “Redrum” o “Quiero ser Santa” (popularitzat pel grup Parálisis Permanente. Les noves cançons tenen un estil més gòtic, que provoca que Carlos abandoni el grup, i amb el descontentament de la discogràfica la continuïtat del grup estava en perill. Amb la gravació de “Bailando” el 1981 escrit per Berlanga, la discogràfica torna a confiar en ells i provoca que Carlos Berlanga torni a formar part del grup.
El grup grava “Grandes éxitos”, publicat el 1982, del que el primer senzill és “Bailando” que es converteix en la cançó de l'estiu. Malgrat els èxits que aconsegueix el disc, les relacions entre els membres del grup es refreden fins que finalment el mateix any decideixen separar-se. Nacho i Carlos formen “Dinarama”, Eduardo i Ana formen “Paràlisis Permanente” i Alaska es queda sola sense saber que fer i mentrestant col·labora amb el grup català Loquillo y los Trogloditas. Després d'uns mesos s'uneix a Dinarama, donant lloc a Dinarama+Alaska i més tard a “Alaska y Dinarama”.

### Alaska y Dinarama

#### Inicis
La dissolució d'Alaska y los Pegamoides l'any 1983 va suposar el naixement del grup Dinarama, format per Carlos Berlanga (veu i guitarra), Nacho Canut (baix i acompanyaments), Johnny Canut (bateria), Javier de Amezúa (saxo), Mavi Margarida i Javier Furia com coristes i ballarins. Juntament amb Marcos Mantero, que es va unir als teclats per crear “Kali”. Alaska passa per una etapa d'incertesa, no sabia si presentar-se com a solista o unir-se a una altra banda, i comença a treballar amb “PVP”, que finalment deixa.
Després de diferents incorporacions i substitucions com la d'Ana Díaz com a cantant, i la desaparició dels ballarins, Nacho i Carlos decideixen contractar Alaska. Volien que ella fos l'encarregada de posar veu al grup, és per això que realitzen una col·laboració conjunta, finalment acaba formant part del grup. Amb la incorporació de l'Olvido, canvien el nom a “Dinamara+ Alaska”. Al cap de poc, el Carlos és cridat al servei militar i l'Àngel Altolaguirre el substitueix com a guitarrista. Juntament amb l'Alaska, condueixen al grup cap a un gènere més místic i tribal. Agafen influències de grups com ”Siouxsie and the Banshees“ amb cançons com “Cebras” i “Líneas Rectas”. El 1983 graven el seu primer disc: “Canciones Profanas” amb la cançó “Perlas Ensangrentadas”. Degut a l'absència de Carlos, la veu d'Alaska apareix en més cançons de les que inicialment estava previst i la casa discogràfica canvia el nom del grup per: “Alaska y Dinarama”. El mateix any s'edita l'LP: “Las Canciones Malditas” amb el segell independent “El Fantasma del Paraíso” que recull alguns dels primers temes de “Kaka de Luxe”.
L'estiu del 1984 graven el segon LP: “Deseo Carnal” surt a la venda amb el començament del programa TVE: “La Bola de Cristal” el qual presenta l'Alaska. “Como pudiste hacerme esto a mi” primer single del LP, que ràpidament és un èxit de vendes. L'àlbum ven més de mig milió de còpies a Espanya. Al tenir èxit al mercat llatinoamericà, l'Alaska viatja a Amèrica per promocionar el disc.

#### La Bola de Cristal
La Bola de Cristal va ser un programa emès per Televisión Española de 1984 a 1988, aquest va aconseguir el reconeixement de diferents sectors de la societat i ser un dels referents tant en programes destinats a públic infantil com adult. Aquest volia mostrar el canvi sociopolític que va suposar la transició per a Espanya, juntament amb l'explosió cultural i musical de la “movida”.
Alaska protagonitzava una de les seccions on explicava històries de diferents èpoques històriques mentre que la resta de personatges resolien casos o com en el cas de Pedro Reyes i Pablo Carbonell donaven un toc humorístic a aquestes. En finalitzar la secció apareixia un videoclip protagonitzat per Alaska, Santiago Auserón, Loquillo o Kiko Veneno. Gràcies a la participació d'Alaska en aquest programa, aconsegueix el reconeixement i acaba sent considerada una icona mediàtica de la modernitat.
El 1985 graven l'àlbum: “La Bola de Cristal” amb “Hispavox” amb algunes cançons interpretades per “Alaska y Dinarama” on col·laboren: Santiago Auserón, José Maria Cano i “Loquillo y los Trogloditas”. En aquest àlbum l'artista també interpreta temes en solitari com són “Abracadabra”, “No se ría” i “Esclava del mal”.

#### L'evolució del grup
Aquell mateix any Marcos Mantero i Toni Arbolés abandonen la formació per conflictes amb la resta d'integrants del grup. A partir d'aquest moment el Nacho i el Carlos alternen baix i guitarra respectivament amb el teclat i Juan Carlos Aured, provinent de “La Frontera” i de “Los Vegetales” s'incorpora a les percussions electròniques que substitueixen la bateria. Al novembre de l'any 1986 editen “No es Pecado”. El primer senzill “A quién le importa” es va convertir en tot un himne. L'àlbum va vendre més de 250.000 còpies a Espanya i més d'1.500.000 en Amèrica Llatina. El 1987 surt a la llum el quart disc “Diez”, que són el nombre de pistes que inclou el LP.
L'any 1989 apareix l'acid house amb gran èxit. A l'hora de crear el nou àlbum, el grup agafa influències d'aquest estil, del hip-hop i de la música house donant com a resultat “Fan Fatal”. El primer senzill és la versió de Los Vegetales “Mi novio es un zombi” i reb una gran acollida popular i comercial que sorprèn a la discogràfica. El següent senzill és la versió de Parálisis Permananete “Quiero ser santa” escrita originalment per Alaska i Ana. Aquesta supera l'èxit de l'anterior. Al setembre d'aquell mateix any “Descongélate”, el tercer maxi, que aconsegueix ser tot un èxit. Carlos Berlanga estava cada vegada més distant d'Alaska i del Nacho, que es queixa de la seva participació quasi nul·la en el grup. Tot i així, comencen una gira promocional del seu disc: “Disco Infierno”, composta en dos parts: una d'un estil rock i glam, corresponent a la primera etapa i un altre més acid que inclou sessions de DJ. Quan van finalitzar la gira l'any 1990, Carlos Berlanga decideix deixar el grup i començar la seva carrera en solitari. És llavors quan Alaska i Nacho formen: Fangoria.

### Fangoria

#### Inicis
L'any 1989 quan Carlos Berlanga va deixar “Alaska y Dinarama” el Nacho i Alaska van seguir junts i van crear Fangoria, juntament amb la col·laboració de Luis Miguélez. El nom del grup prové d'una revista especialitzada en el cinema gore. El 31 d'octubre, el grup es dona a conèixer durant la festa de “Halloween 2”, on van presentar la seva primera maqueta “Si es pecado”.

#### Salto Mortal
A finals de 1990 Fangoria comença a crear el seu primer disc, deixa de banda les guitarres i afegeix als temes pop una variant electrònica per tal de fer-los més ballables. Tots aquests canvis es recullen en el primer disc anomenat “Salto Mortal”, que va ser gravat a “Vulcano” l'estudi nou de Fangoria, creat per Alaska i Nacho, els estudis “Dublewtronics” i els estudis “Kirios”, tots ells de Madrid. El disc surt a la venda al gener de 1991, malgrat que el primer senzill “En mi prisión” sonava a les ràdios des de l'octubre. El videoclip d'aquesta cançó va ser censurat degut al seu contingut escabrós. El segon senzill "Hagamos algo superfícial y vulgar" surt al febrer del 1991. El llançament del disc i dels dos senzills és ben rebut pel moviment neo-hippie en el qual aconsegueixen gran popularitat.
A partir d'aquest disc, Fangoria aposta per la música electrònica de melodia pop, oberta a l'experimentació i refusant purismes o integrismes musicals, aquest canvi no va ser acceptat per gran part del públic, és per això que creen Club de Fan Fatal, dirigit per ells mateixos i dedicat als seguidors més fidels. També observem un canvi en els directes, on Nacho toca els teclats i seqüènciadors i Big Toxic els teclats.

#### Un día cualquiera en Vulcano
Al juny de 1992 surt a la llum un àlbum que pretén ser una trilogia, el primer és: “Un día cualquiera en Vulcano S.E.P.1.0” on trobem cançons com: “Sálvame”, “Siempre alrededor”, “Hacia la luz”, “El dinero no es nuestro Dios” i “Basura”. El tema principal és “Sálvame”, del que fan un maxi-senzill amb quatre remescles. D'aquest tema es realitzen dos videoclips, produïts per “Vídeo Infierno”. L'any 1993 apareix la segona part de la trilogia “Un día cualquiera en Vulcano S.E.P.2.0” el qual conté set títols inèdits i tres remescles. La cançó principal és “En la Disneylandia del amor”. Aquest tema aconsegueix ser molt més popular i sonar en les ràdios i pistes de ball.
L'estiu del 1995 va sortir “Un día cualquiera en Vulcano S.E.P.3.0”, dos anys després de la segona part. Warner va estar en contra de la publicació del disc, és per això que Fangoria va optar per distribuir-lo a través d'una altra companyia: “Running Circle”. “Vulcano” es trasllada a Londres amb la intenció de facilitar a grups espanyols poder treballar amb productors internacionals. El disc es va gravar allà.
No és fins a l'any 1996 que apareix un maxi d'aquest àlbum de remescles anomenat: “A la felicidad por la electrònica” que conté dues versions de “Dios odia a los cobardes”, una de “Sentimental” i una altra de “A la felicidad por la electrònica”.

#### L'evolució del grup
Fangoria passa per una etapa dolenta, on només té l'oportunitat de tocar en la sala Morroco durant la festa de Halloween o en les convencions del Club Fan Fatal. Després de la ruptura amb els seus mànagers de sempre, Pito i Ana Díaz, el 1995 es comença a potenciar les actuacions en directa fora de Madrid com van ser la participació del Festival de Nuevas Músicas de León o el Sonar. És a partir d'aquí que Fangoria declara una contractació oberta i fa una gira durant els anys següent per totes les discoteques d'Espanya. En les seves actuacions també actuen artistes com La Prohibida o La Plastika. Encara que tant Nacho com Alaska seguien amb Fangoria, diversifiquen les seves activitats. L'Alaska continua col·laborant amb altres artistes i participa en diferents programes de televisió com Cita con el destino, Cha ta ta chán, Lluvia de estrellas, Hermanos de leche, Peligrosamente juntas, entre d'altres. També escriu articles i relats per diferents publicacions com Ajoblanco. Nacho després de Los Vegetales crea Intronautas amb el seu germà Mauro, i en solitari comença una nova etapa com Calígula 200 amb temes instrumentals. Paral·lelament, Nacho i Alaska sota el nom de 'Mexican Acid Queen’ donen sessions de discjòquei. Al tancar la discogràfica Running Circle, Fangoria es queda sense distribució, això suposa que el grup entri en una etapa llarga i insegura.

#### Participació en B.S.O
Un dels projectes que va realitzar la banda va ser la BSO de “La lengua asesina”, pel·lícula d'Alberto Scianma, realitzador d'alguns vídeos de Fangoria. La banda sonora va ser creada per: “Bazoka Nut”, “Big Toxic”, Nacho y Alaska. Per la promoció de la pel·lícula es fa un tema homònim, en versió espanyola i anglesa. En el disc trobem temes instrumentals utilitzats en seqüències de la pel·lícula a més d'incloure temes de Fangoria: “Sálvame”, tema en el qual s'inspira la pel·lícula, “En la Disneylandia del amor” i una versió de“Sálvame” feta per Carlos Berlanga, Colbalt 60 i Mariachi Mezcal.

#### Interferencias
El 1998 recopilen els sis temes de versions gravades pel “Club Fan Fatal” i incorporen dos temes més, titulant el disc: “Interferencias” publicat amb “Subterfuge Records”. El tema “Mi gran noche”, original de Raphael, es fa molt popular.
La col·laboració amb altres grups provoca la publicació de dos treballs més. Amb “Actibeat” fan l'EP instrumental titulat “Sonidos para una exposición” amb banda sonora de l'exposició “Después de la batalla” de Pablo Sycet i amb Lemon Fly surt l'àlbum anomenat: “Vital”, encara que Fangoria només va participar en tres temes.
En el programa de la periodista Nieves Herrero, Fangoria interpreta amb Camilo Sesto dos dels temes més coneguts: “Vivir así es morir de amor” i “El amor de mi vida” que mai van ser editats malgrat l'interès del públic.

#### Una temporada en el infierno
Amb la finalització dels 90 acaba l'època d'incertesa pel grup, això va suposar l'aparició d'Una temporada en el infierno, que és considerat com un dels deu millors discos espanyols dels anys 90.
El so fa un gir cap a la simplicitat, conseqüència del treball amb Carlos Jean, productor de discos. Per promocionar el disc s'escull «Electricistas». La cançó té bona difusió a nivell de ràdio i televisió. Posteriorment editen «Me odio cuando miento» juntament amb el seu videoclip. El tema és, un dels més valorats del disc. El disc Una temporada en el infierno aconsegueix vendre 25.000 còpies. Un any després s'edita un disc doble de remescles anomenat: El infierno son los demás, amb vint mescles de diferents artistes.

#### Naturaleza Muerta
Gràcies a l'èxit aconseguit amb el disc anterior, el grup presenta “Naturaleza Muerta”, un dels treballs més esperats, gravat en els estudis Loop Sound de Madrid. El disc segueix el mateix esquema que l'anterior: onze cançons noves més una versió; totes elles produïdes per Carlos Jean.
Es publica en octubre del 2001, i un mes abans treuen un senzill titulat: “No sé qué me das”, que entra en el número 2 de supervendes en la primera setmana del seu llançament i es manté durant les següents fins a esgotar les existències, ja que és una edició limitada. D'aquest disc s'extreu fins a quatre maxisenzills, igualant així les èpoques de Dinarama. “Subterfuge Records” aprofita per fer una recopilació de l'etapa de Fangoria en la discogràfica. L'àlbum: “Dilemas, amores y dramas” conté les cançons dels treballs publicats per “Subterfuge” i alguns extres com “Rasputín”, “Incendio y saqueo de un corazón”, “Jason y tú”, “Rumore”, “Me conformo”, “Nada es lo que parece” i “Cebras”.

#### Arquitectura Efímera
Tres anys després de l'edició de Naturaleza Muerta, s'edita un nou disc anomenat: Arquitectura efímera, el disc més pop de tota la carrera de Fangoria. El llançament comercial va ser acompanyat per una forta campanya promocional, que mai havia tingut Fangoria: presència en les revistes especialitzades de música i tendències, aparicions televisives i radiofòniques, publicitat en radio, premsa i Internet. Produït per Carlos Jean juntament amb Fangoria, compte amb dotze cançons utilitzant guitarres i electrònica, seguint amb l'estructura dels anteriors treballs: onze cançons pròpies i una versió de The Ramones: «Here today, gone tomorrow».
El primer senzill: «Retorciendo palabras» va ser publicat setmanes abans, sent número 1 de supervendes. El segon senzill va ser: «Miro la vida pasar» publicat a l'estiu de l'any 2004. El tercer senzill correspon a la cançó: «La mano en el fuego» publicat durant la tardor. Els tres senzills van arribar a ser número en vendes. L'any 2005, surt el quart senzill de l'àlbum, amb la cançó: «Entre mil dudas» que arriba a posicionar-se en el número tres de la llista de vendes del senzill.
Durant la primavera del 2005 el disc surt a la venda a Mèxic, arribant a vendre més de 35.000 còpies. Al mateix temps surt la reedició de l'àlbum, coincidint amb el quince aniversari de la fundació de Fangoria. Es tracta d'una edició especial d'Arquitectura efímera que inclou un primer CD amb el disc original, un segon CD amb les cares B dels quatre senzills que es van extreure de l'àlbum conjuntament amb tres inèdites i un DVD que inclou alguns videoclips, gravacions en directe i fotografies. També es realitza una gira de celebracions dels quinze anys de Fangoria anomenat Varietés on trobem un recull de tota la discografia del grup acompanyats per La Prohibida i Nancys Rubias. Una vegada acabada la gira d'estiu del 2005 a països com Espanya, Mèxic, els EUA i el Japó, Fangoria prepara el següent disc.

#### El extraño viaje
Amb el disc El extraño viaje Fangoria decideix apostar per cançons amb una estructura pop i animant-les amb les influències del rock, glam, electrònica i electro pop. Aquest disc es va gravar a Madrid amb la col·laboració del baixista Stefan Olsdal, del grup Placebo, amb la cançó que tanca el disc, «Nada más que añadir». El videoclip del seu primer senzill «Criticar por criticar» es va gravar a Mèxic a la discoteca Spartacus, una de les discoteques que més li agrada a Fangoria. En el videoclip Alaska balla frenèticament amb més de quaranta persones, al ritme del tema i vestits de blanc.
El títol del disc és extret de la pel·lícula de Fernando Fernán Gómez, va sortir a la venda de forma simultània el 23 d'octubre del 2006 en les botigues tant espanyoles com mexicanes. Al maig va sortir a la venda el DVD Viven! que incloïa el concert íntegre que va oferir Fangoria el 9 d'octoubre del 2007 a la Carpa Movistar de Barcelona. Era un making of d'una hora de duració amb imatges de tot el que va succeir en el concert a més de l'opció d'escoltar a l'Olvido i al Nacho fent comentaris durant tot el concert. El DVD es va col·locar directament en el número 1 de les llistes de vendes per quatre setmanes. Una vegada finalitzada la gira en octubre, el grup decideix agafar vacances després d'haver venut més de 75.000 còpies del disc El extraño viaje i haver donat quasi 100 concerts.
El 2 de desembre del 2007 va sortir a la venda una caixa d'edició limitada de la reedició d' El extraño viaje titulat El extraño viaje revisitado que incloïa adhesius, pòsters, DVD, pinta ungles, un tros del vestit d'Alaska i un CD amb col·laboracions de grups com Miranda, Dover, Magö de Oz i Julieta Vengas. La caixa es va esgotar la primera setmana que surt a la venda i arriba al lloc 35 dels àlbums més venuts. A Mèxic surt a la venda una edició més senzilla i amb una portada diferent, només apareix el CD del Extraño viaje i el CD de col·laboracions. En aquests mesos de descans, Fangoria realitza uns concerts que no están previstos en: Bilbao, Getafe, Vergara i Punta Cana en un festival organitzat per Ron Barcelo. També es fa una petita actuació el 29 de març del 2008 a Mònaco al «“Baile de la Rosa» que organitza la família Grimaldi tots els anys. Aquest va estar dedicat a la movida madrileña. Els protagonistes del cartell van ser: Alaska, Pedro Almodóvar, Bibiana Fernández i Mario Vaquerizo.
La seva última publicació ha estat el CD amb quatre cançons amb el títol Entre Punta Cana i Montecarlo. Està editat per DRO i només es ven en concerts. L'EP inclou versions de «Flash» de la Prohibida, «La mosca muerta» d'Alaska i Dinarama, «Supertravesti» de Nancys Rubias i «Huracán mexicano» d'Alaska i Dinarama, que inclou una part de la lletra dedicada al final de Dinarama i principi de Fangoria.

#### Absolutamente
Absolutamente va ser gravat al novembre del 2008 en els estudis Dean Studios de Londres amb l'ajut de Michael Zimmerling. Aquest disc és un homenatge a Andy Warhol i la seva Factory; és una reafirmació del que és Fangoria com a grup. Absolutamente recopila les influències del grup amb estils com el techno, rock, glam. Les composicions musicals les va dur a terme Mauro Canut, JC Moreno, Jaime García Ferrer, Spam,Toni James i Neal X. Les lletres estan escrites per Nacho Canut i Alaska amb els seus col·laboradors habituals. El disc té un total de tretze cançons que tracten temes com el drama i el ball, la foscor i allò banal, el riure i el plor, la ironia i el descontentament. El 17 de gener del 2009 es va estrenar el videoclip «Más es más», primer senzill extret d' Absolutamente, i va ser un gran èxit de vendes i descàrregues. L'edició física del senzill contenia la versió de l'àlbum de la cançó i una remescla d'aquesta. L'àlbum va arribar al número 1 de vendes de discos a Itunes a Espanya i més tard en el número 4 de Mèxic. La gira de “Absolutamente” va començar amb artistes com: La Prohibida, The Cabriolets i Nancys Rubias; amb una nova proposta en escena renovant músics, gogós i amb un decorat que pretenia ser un homenatge a Andy Warhol.
A més dels concerts, Fangoria continua amb altres treballs, com la gravació del tema «La verdad» per a la BSO de Mentiras y gordas.
El 2 de juliol surt a la venda el CD senzill «La pequeña edad de hielo», amb la versió àlbum, a més d'una remescla realitzada per Kraut Rock Kinder i una cançó realitzada per Atomizer, titulada: «Las Walpurgis te van a llamar». La pequeña edad de hielo està basada en la pel·lícula de Fernando Fernán Gómez Viaje a ninguna parte. Absolutamente és considerat el millor disc de Fangoria tant per Alaska com per Nacho Canut, així com pels seus fans més incondicionals.
Cuatricromía
.....
Policromía
.....
Canciones para robots románticos
.....
Miscelania de canciones para robots románticos
.....
Pianíssimo
.....
Extrapolaciones y dos preguntas 1989-2000
......

## Discografia
Olvido Gara ha venut més de 6.000.000 còpies, sumant totes les vendes dels discos dels tres últims grups on ha estat.

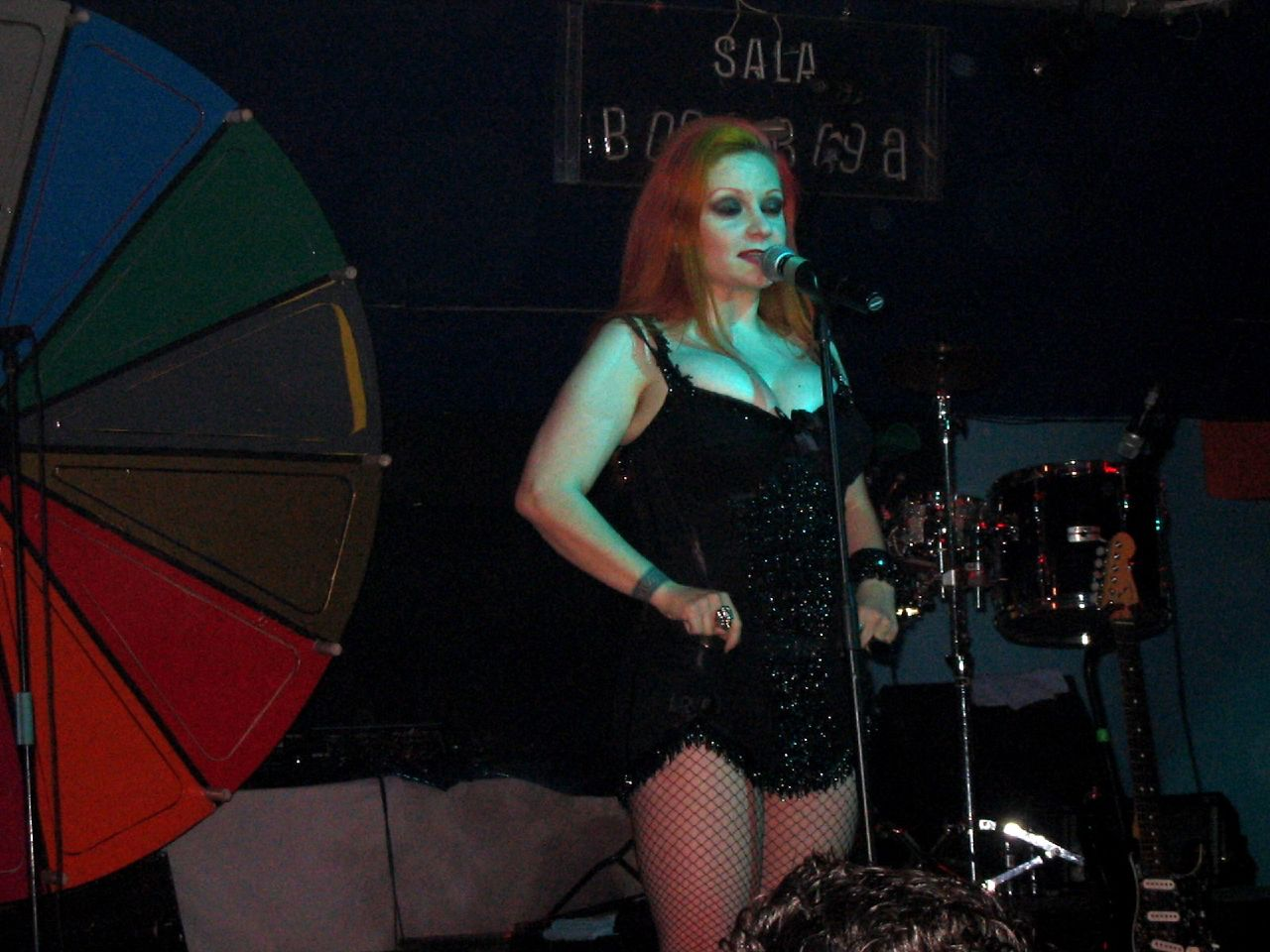
Alaska en concert, Madrid, 2005.

### Kaka de Luxe
- 1978: "Kaka de Luxe" (EP)
- 1982: "Kaka de Luxe/Paraíso" (EP)
- 1983: "Las canciones malditas" (LP)

### Alaska y los Pegamoides
- 1982: "Grandes éxitos", 50.000 còpies venudes a nivell nacional.
- 1982: "Alaska y los Pegamoides", Recopilatori.
- 1982: "Llegando hasta el final", Concert.
- 1998: "Mundo indómito", Versions.

### Alaska y Dinarama
Amb Dinarama va arribar a vendre quasi 5.000.000 de còpies dels cinc àlbums publicats durant els anys vuitanta.
- 1983: "Canciones profanas", 40.000 còpies venudes a nivell nacional, cançons més conegudes (Perlas ensangrentadas, Rey del Glam)
- 1984: "Deseo carnal", 2.000.000 còpies venudes a nivell mundial, cançons més conegudes(Como pudiste hacerme esto a mi, Ni tu ni nadie)
- 1986: "No es pecado", 2.000.000 còpies venudes a nivell mundial, cançons més conegudes (A quien le importa, La funcionaria asesina)
- 1988: "Diez", 400.000 còpies venudes a nivell mundial.
- 1989: "Fan fatal", 300.000 còpies venudes a nivell mundial, cançons més conegudes (Mi novio es un zombi, Descongélate)

### Fangoria
Juntament amb el seu company Nacho Canut, han arribat a vendre un total d'1.000.000 des dels seus inicis l'any 1991.
- 1991: "Salto mortal" (25.000 còpies)
- 1992: "Un día cualquiera en Vulcano. S.E.P. Vol. 1.0" (+10.000)
- 1993: "Un día cualquiera en Vulcano. S.E.P. Vol. 2.0" (+10.000)
- 1995: "Un día cualquiera en Vulcano. S.E.P. Vol. 3.0" (+10.000)
- 1998: "Interferencias" 15.000 còpies a nivell nacional.
- 1999: "Una temporada en el infierno" 25.000 còpies a nivell nacional.
- 2000: "El infierno son los demás", 20.000 còpies a nivell nacional.
- 2001: "Naturaleza muerta", 70.000 còpies venudes a nivell nacional, cançons més conegudes (No sé qué me das, Eternamente inocente)
- 2004: "Arquitectura efímera", 120.000 còpies venudes entre Espanya i Mèxic cançons més conegudes (Retorciendo palabras, Miro la vida pasar)
- 2005: "Naturaleza muerta remixes", 5.000 còpies a nivell nacional.
- 2005: "Arquitectura efímera deconstruída", 50.000 còpies venudes entre Espanya i Mèxic.
- 2006: "El extraño viaje", 120.000 còpies venudes entre Espanya i Mèxic cançons més conegudes (Criticar por criticar, Ni contigo ni sin ti)
- 2007: "El extraño viaje revisitado", 4.000 còpies a nivell nacional, edició limitada.
- 2009: "Absolutamente" cançons més conegudes (Más es más, La pequeña edad de hielo) (+90.000 còpies)
- 2009: "Completamente"
- 2010: "El paso trascendental del vodevil a l'astracanada. Antología de canciones de ayer y de hoy" (+ de 20.000 còpies venudes, núm. 2 en vendes durant la primera setmana segons promusicae.
- 2013: "Cuatricromía"
- 2013: "Policromía" (Reedició amb temes inèdits)
- 2016: “Canciones para robots románticos”

### Editats a Mèxic
- 1994: "Grandes éxitos"
- 1995: "Lo mejor de los mejores"

### Alaska en solitari
- 1994: "Abracadabra". Tema principal del programa de televisió La bola de cristal.
- 1996: "Delirios de grandeza". Conté èxits de totes les seves formacions excepte de Kaka de Luxe.
- "Dancing Queen". Selecció de música "dance" feta per Alaska. Inclou temes d'Alaska y Dinarama, Tino Casal, Eartha Kitt, Viola Willis, RuPaul, Divine, Amanda Lear, Dead or Alive o Sylvester.

### Col·laboracions
- 1983: "Quiero un camión" i "Ritmo del garaje". Duet amb Loquillo y Trogloditas, del cd "El ritmo del garaje".
- 1987: "Las mujeres leopardo" y "Están aquí'". Duet amb Vamps, del cd "Vamps".
- 1988: "The end". Duet amb Ángel y las Guais, del cd "The end".
- 1991: "Historia de amor" y "Nadie". Duet amb Cabaret POP, del cd "Cabaret POP".
- 1993: "Con tal de regresar". Duet amb Masterplan, del cd "Ese chico triste y solitario".
- 1993: "Rascayú". Duet amb Paco Clavel, del cd "Adiós vinilo, adiós".
- 1998: "Vital". Àlbum a duo amb Lemon Fly.
- 1998: "Canto en inglés". Duet amb Los Nikis, del cd "Más de lo mismo".
- 2000: "No sucederá más". Duet amb Alpino, del cd "Trabucchellia".
- 2000: "Del color del aire". Duet amb Lemon Fly, del cd "Síndrome de Peter Pan".
- 2000: "Tengo miedo". Cançó per l'àlbum de Mastretta, "Luna de miel".
- 2001: "Divina". Duet amb Raphael, del cd "Maldito Raphael".
- 2004: "Quiéreme otra vez". Duet amb OBK, del cd "Sonorama".
- 2005: "Carne, huesos y tu". Duet amb Sôber, del cd "Arquitectura efímera deconstruida".
- 2005: "Entre mil dudas'". Duet amb Camela, del cd "Arquitectura efímera deconstruida".
- 2006: "Retorciendo palabras". Duet amb Marta Sánchez gravada en directe durant el concert de l'aniversari dels los 40 principales
- 2006: "Nada". Duet amb Carlos Jean, del cd "Mr Miracle".
- 2007: "Sorry, I'm a lady'". Duet amb Dover, del cd "El extraño viaje revisitado" i del senzill "Ni contigo, ni sin ti".
- 2007: "Rey del glam". Duet amb Mago de oz, del cd "El extraño viaje revisitado" i del senzill El cementerio de mis sueños".
- 2007: "Vete de Aquí". Duet amb Miranda!, del cd El disco de tu corazón".
- 2007: "Amante Bandido". Duet amb Miguel Bosé, del cd "Papito!".
- 2007: "Todo es mentira". Duet amb Julieta Venegas, del cd "El extraño viaje revisitado".
- 2007: "Tenemos que hablar de las plantas carnívoras". Duet amb Miranda!, del cd "El extraño viaje revisitado".
- 2007: "Si me cambias los recuerdos". Duet amb Marta Sánchez, del cd "Miss Sánchez".
- 2008: "+ amor". Duet amb Hotel persona, del cd "En les nubes".
- 2008: "No puedo quitar mis ojos de ti". Duet amb Raphael, del cd "50 Años después".
- 2009: "El cumplaños de Elly". Cançó de l'àlbum dedicat a la sèrie infantil "Pocoyó", titulat "Fiesta".
- 2009: "Absolutamente Saritisima". Duet amb Sara Montiel.
- 2009: "Amante automático". Cançó interpretada en el FIB amb Nancys Rubias.

## Cinematografia
- 1979: Arrebato - Director: Iván Zulueta (Uncredited)
- 1980: Pepi, Luci, Bom y otras chicas del montón - Director: Pedro Almodóvar
- 1984: A tope - Director: Ramón Fernández
- 1997: Airbag - Director: Juanma Bajo Ulloa
- 1997: Sólo se muere dos veces - Director: Esteban Ibarretxe
- 2001: Curtmetratge ¡Manuela, el cinto! - Director: R. Robles Rafatal
- 2002: Documental  ¿A quién le importa?
- 2004: Documental  Gran Casal, me como el mundo - Director: José Antonio Quirós
- 2006: Curtmetratge  Martians Go Home! - Director: Dany Moreno
- 2007: Curtmetratge  Fiebre Forever - Director: Martín Sastre
- 2007: Documental  Así hicimos El extraño viaje
- 2008:  Lo que surja (serie online). Capítol 1 de la tercera temporada.
- 2009:  Sexo en Chueca.
- 2011:  Vida loca 1 capítol.
- 2012: Hotel Transylvania (Veu)
- 2015: Hotel Transylvania 2 (Veu)

## Televisió
- 1984 - 1988: "La Bola de Cristal". Presentadora. - Directora: Lolo Rico. Emesa en TVE i posteriorment publicada en DVD.
- 1987 Amor en silencio, interpretant-se a ella mateixa. Telenovel·la mexicana
- 1990: "Devórame otra vez". Entrevistadora de la secció Recuerdos con Olvido. Emesa en TVE
- 1992: "Chantatachán", presentadora del programa de màgia emès per Telemadrid, juntament amb Juan Tamariz.
- 1994: "Hermanos de leche", en Antena 3. (3 capítols)
- 1997: 2000 - "Lluvia de estrellas", en Antena 3. Membre del jurat.
- 1998: "Mitomanía" (1 capítol)
- 2000 - 2001: "El botones Sacarino", en TVE.
- 2002: "Menudas estrellas", en Antena 3. Membre del jurat.
- 2002: "Periodistas (sèrie de TV)|Periodistas" (4 Episodis)
- 2006: "Carta Blanca" Presentadora (1 episodi)
- 2007: "A3bandas", en Antena 3. Col·laboradora.
- 2009: "Eurovisión 2009: El retorno", en TVE. Presentadora
- 2009: Va participar en el primer capítol de la tercera temporada de "Lo que surja"
- 2009: Música d'un capítol de la segona temporada de Física o Química (Antena 3).
- 2010: Mira quién mira (Telecinco). Debat de la vuitena edició de Más Que Baile. Col·laboradora.
- 2010: Las joyas de la corona (Telecinco). Col·laboradora en la cinquena gal·la.
- 2011: Alaska y Mario (MTV)
- 2014: Alaska y Coronas (La 2)
- 2015: Alska y Segura (La 1)
- 2015: La que se avecina (Telecinco). Cameo amb el nom de Maite.

## Ràdio
Ha col·laborat en diferents emisores de ràdio, aportant les seves opinions musicals o de la prensa del cor, una de les seves aficions. Durant diversos anys ha treballat en La Mañana de Jiménez Losantos de la cadena COPE, participa en en el programa Es la mañana de Federico, del mateix locutor, en EsRadio. Actualment també presenta el programa "Vidas ejemplares" a la ràdio on-line Nanosonico i col·labora amb Mario Vaquerizo en una secció del programa "Yu, no te pierdas nada" a Els 40.

## Llibres
- Olvido Gara: "Transgresoras". Ediciones Martínez Roca, S.A., 2003. ISBN 84-270-2977-2

Llibre on ens parla de les seves dives o fonts d'inspiració i ídols com poden ser Sara Montiel, Manuela Trasobares, Divine de la qual porta un tatuatge en el seu braç esquerre, etc. En una setmana va vendre més de deu mil còpies.